# God Bless the Child
„God Bless the Child” – piosenka napisana przez Billie Holiday i Arthura Herzoga Juniora w 1939 roku, i pierwszy raz nagrana w 1941 w wytwórni płytowej Okeh Records.
W 1976 utwór wprowadzony został do amerykańskiej Grammy Hall of Fame.